# Франкенфелд
Франкенфелд (њем. Frankenfeld) општина је у њемачкој савезној држави Доња Саксонија. Једно је од 23 општинска средишта округа Золтау-Фалингбостел. Према процјени из 2010. у општини је живјело 555 становника. Посједује регионалну шифру (AGS) 3358009.

## Географски и демографски подаци
Франкенфелд се налази у савезној држави Доња Саксонија у округу Золтау-Фалингбостел. Општина се налази на надморској висини од 18 метара. Површина општине износи 24,3 km². У самом мјесту је, према процјени из 2010. године, живјело 555 становника. Просјечна густина становништва износи 23 становника/km².